# Kinu Rochford
Pour les articles homonymes, voir Rochford.
Kinu Rochford, né le 26 octobre 1990 à Brooklyn, New York, est un joueur américain de basket-ball. Il évolue au poste d'ailier fort.

## Biographie

### Carrière universitaire
Il passe ses deux premières années universitaires au Globe Tech Junior College.
Puis, il part à l'université Fairleigh-Dickinson où il joue pour les Knights entre 2005 et 2007.

### Carrière professionnelle
Le 27 juin 2013, lors de la draft 2013 de la NBA, automatiquement éligible, il n'est pas sélectionné.
Le 24 septembre 2013, Rochford signe son premier contrat professionnel aux Pays-Bas avec le club de l'Aris Leeuwarden (en) pour la saison 2013-2014. Le 20 novembre 2013, il est remplacé par Nathan Healy (en) et quitte le club hollandais. Puis, il poursuit sa saison en deuxième division israélienne à l'Elitzur Yavne (en).
Le 29 janvier 2015, Rochford part en France à l'ESSM Le Portel où il remplace Claude Marquis, qui souffre d'une fracture du cubitus, pour deux mois. Qualifié par la LNB jusqu'au 30 avril 2015, il dispute son premier match avec Le Portel le 6 février 2015 contre Nantes et termine la rencontre avec 15 points à 6/14, 11 rebonds et 3 balles perdues pour 15 d'évaluation en 19 minutes. Le 21 avril 2015, il est prolongé jusqu'à la fin de la saison 2014-2015.
Le 8 octobre 2015, il signe un contrat d'un an en Angleterre au Cheshire Phoenix.
Le 4 juillet 2016, il revient en France au Saint-Chamond Basket qui évolue en deuxième division. Mais, le 15 septembre, il n'est pas conservé par le club avant le début de la saison.

## Statistiques

### Universitaires
Les statistiques en matchs universitaires de Kinu Rochford sont les suivantes :
| Saison    | Équipe                        | Matchs | Titul. | Min./m | % Tir | % 3pts | % LF | Rbds/m. | Pass/m. | Int/m. | Ctr/m. | Pts/m. |
| --------- | ----------------------------- | ------ | ------ | ------ | ----- | ------ | ---- | ------- | ------- | ------ | ------ | ------ |
| 2009-2010 | Globe Institute of Technology |        |        |        |       |        |      |         |         |        |        |        |
| 2010-2011 | Globe Institute of Technology |        |        |        |       |        |      |         |         |        |        |        |
| 2011-2012 | Fairleigh Dickinson           | 29     | 20     | 25,5   | 55,9  | 0,0    | 47,9 | 6,83    | 0,97    | 0,79   | 0,90   | 9,31   |
| 2012-2013 | Fairleigh Dickinson           | 27     | 24     | 29,0   | 59,2  | 0,0    | 67,3 | 8,93    | 1,96    | 0,70   | 1,33   | 14,67  |
| Total     |                               | 56     | 44     | 27,2   | 57,8  | 0,0    | 59,3 | 7,84    | 1,45    | 0,75   | 1,11   | 11,89  |

### Professionnelles
| Saison    | Équipe                     | Matchs | Titul. | Min./m | % Tir | % 3pts | % LF | Rbds/m. | Pass/m. | Int/m. | Ctr/m. | Pts/m. |
| --------- | -------------------------- | ------ | ------ | ------ | ----- | ------ | ---- | ------- | ------- | ------ | ------ | ------ |
| 2013-2014 | Aris Leeuwarden (en) (DBL) | 10     | 9      | 25,7   | 46,0  | 0,0    | 75,0 | 7,80    | 1,60    | 2,00   | 0,70   | 12,20  |
| 2013-2014 | Elitzur Yavne (en) (D2)    | 5      |        | 28,6   | 64,7  | 0,0    | 80,0 | 8,4     | 1,6     | 1,4    | 1,4    | 21,6   |
| 2014-2015 | Le Portel (Pro B)          | 22     | 17     | 24,0   | 55,0  | 100,0  | 54,0 | 5,55    | 1,55    | 0,77   | 0,41   | 10,59  |
| 2015-2016 | Cheshire Phoenix (BBL)     | 33     | 33     | 32,4   | 52,0  | 18,8   | 66,9 | 10,15   | 3,03    | 0,88   | 1,09   | 19,58  |

## Palmarès
- Joueur du mois de janvier dans le championnat d'Angleterre (2016)